# ジャン＝バティスト・コルベール (セニュレー侯)

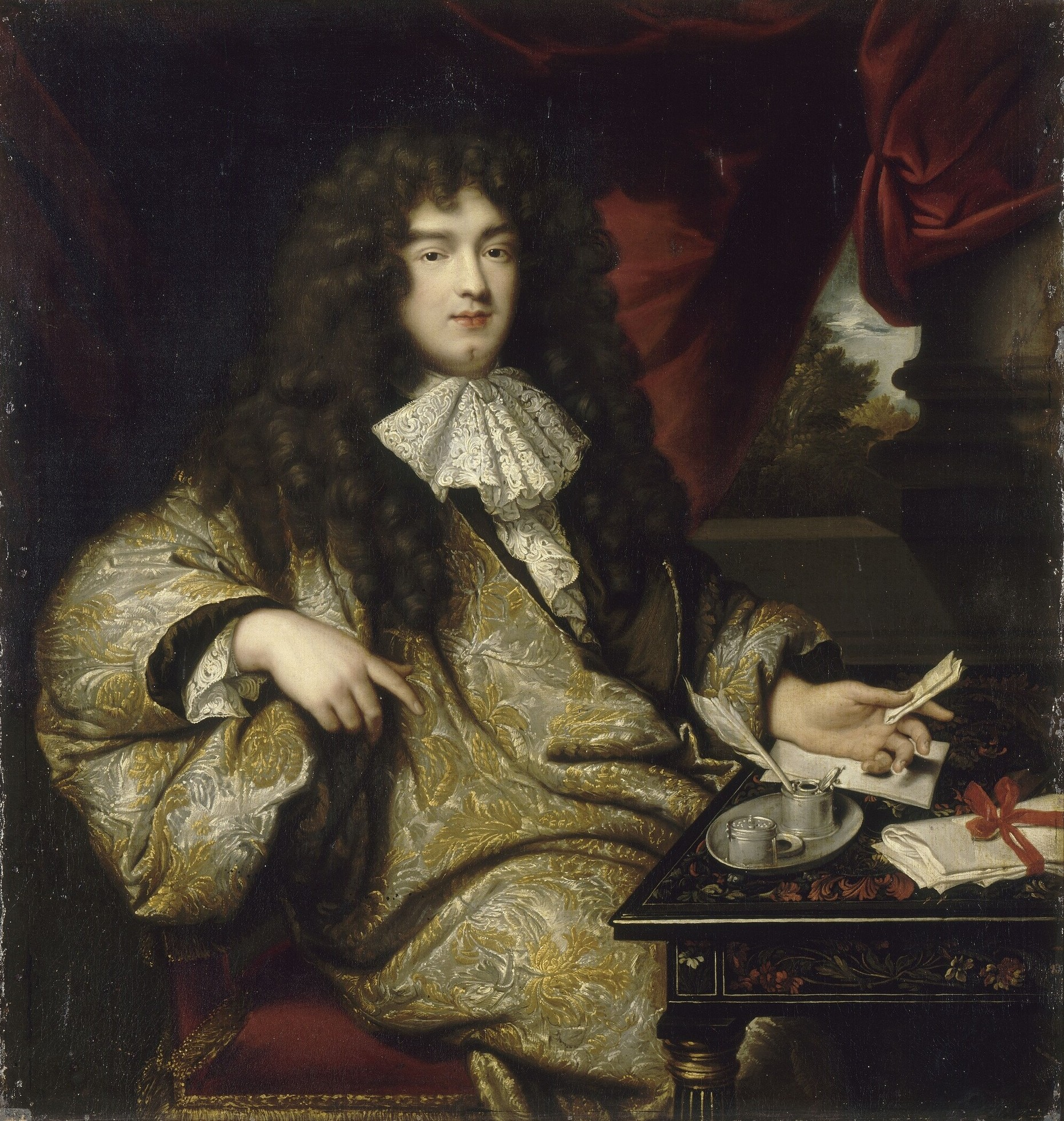
セニュレー侯爵ジャン＝バティスト、マルク・ナッティエ画

セニュレー侯ジャン＝バティスト・アントワーヌ・コルベール（Jean-Baptiste Antoine Colbert, marquis de Seignelay, 1651年11月1日 - 1690年11月3日）は、ブルボン朝フランスの政治家。財務総監兼海軍大臣ジャン＝バティスト・コルベールの長男で海軍大臣を務めた。同名の外務大臣ジャン＝バティスト・コルベールは従弟に当たる。
1683年、父の死去を受けて海軍大臣に就任、1684年、ルイ14世の命令でスペインにガレー船を提供していたジェノヴァ共和国遠征に参戦、アブラム・デュケーヌ海軍提督と共に艦隊に乗り込みトゥーロンからジェノヴァへ出航してジェノヴァを砲撃、1685年に元首フランチェスコ・マリア・インペリアーレをヴェルサイユ宮殿に向かわせルイ14世の前で降伏させた。同年、コンデ公ルイ3世とルイ14世の庶子ルイーズ・フランソワーズの結婚を祝いソー庭園の屋敷で祝宴を開きルイ14世を歓待している。
海軍の規模拡大に力を注ぎ船を18隻建造して艦隊を増強、1690年の大同盟戦争におけるビーチー・ヘッドの海戦の勝利に貢献したが、同年11月3日に急死。幼い息子のマリー・ジャン＝バティスト・コルベールがセニュレー侯位を継承、海軍大臣はルイ・フェリポー・ド・ポンシャルトランが就任したが、1692年にバルフルール岬とラ・オーグの海戦でイングランド海軍に大敗してフランス海軍は後れを取ることになった。
1675年にマリー・マルグリット・ダレグレと結婚したが1678年に死別、1679年にアンリ・ゴワイヨンとマリー・フランソワーズ・ル・テリエの娘でフランソワ＝ミシェル・ル・テリエの姪に当たるカトリーヌ・テレーズ・ド・ゴワイヨン・ド・マティニョン・トリニーと再婚、マリー・ジャン＝バティスト（1683年 - 1712年）とテオドール・アレクサンドル（1690年 - 1695年）を儲けた。カトリーヌはセニュレーの死後マルサン伯シャルル・ド・ロレーヌと再婚した。